# Caminhos Diferentes
'Caminhos Diferentes' é uma canção gravada pela dupla mineira Victor & Leo para a primeira coletânea da dupla, Perfil (2014). A canção foi escrita por Leo Chaves e Paulinha Gonçalves, e foi lançada como primeiro e único single da coletânea no dia 05 de janeiro de 2015. Inspirada em bandas como Coldplay, OneRepublic, U2, entre outras, "Caminhos Diferentes" é uma canção que mescla o rock alternativo, rock eletrônico e country. A canção tem presente o baixo elétrico, a bateria eletrônica, o pad, os loops, o acordeom e o violão como parte de sua instrumentação. Liricamente, a canção fala sobre um romance, onde os dois protagonistas são bastante diferentes, mas apesar de seguirem caminhos opostos, acabam se encontrando. Um videoclipe para a canção, gravado na cidade de Uberlândia, foi lançado no dia 5 de janeiro de 2015. Uma versão ao vivo para a canção foi incluída no quinto álbum ao vivo da dupla, Irmãos (2015).

## Composição e inspiração
Após o sucesso do sexto álbum de estúdio, Viva Por Mim (2013), Victor & Leo anunciaram o lançamento de uma coletânea de grandes sucessos em parceria com a gravadora Som Livre, intitulada Perfil. A coletânea, que foi posta à pré-venda no dia 30 de outubro de 2014, conta com 12 sucessos da dupla e duas novas faixas, sendo "Caminhos Diferentes" uma delas. Inicialmente, a canção, composta por Leo Chaves e Paulinha Gonçalves, foi enviada para a dupla Jads e Jadson, juntamente com a faixa "Colo", que posteriormente foi escolhida pela dupla, deixando "Caminhos Diferentes" para Victor & Leo. Segundo o compositor da canção, Leo, a canção foi inicialmente feita em voz e violão, um country, logo após, o cantor experimentou, em suas palavras, "inúmeras coisas. Um negócio mais acústico, com um bumbo eletrônico, mas com violões. Depois mudei, com guitarras, para o lado pop rock, mas também não gostei. Fiz um laboratório. Acabei experimentando o 'pad' [controlador de efeitos eletrônicos], e colocando loops [trecho de gravação em sequência] também no refrão, com a bateria acústica. Foi o que mais me emocionou. Como eu não tenho medo de arriscar... É algo muito novo dentro do sertanejo, do que a gente já fez." Segundo Leo, a canção possui influências das bandas Coldplay, OneRepublic, Thirty Seconds to Mars e U2, devido ao arranjo que é carregado de referências do rock alternativo.
"Caminhos Diferentes" é uma balada mid-tempo que permeia entre os estilos rock alternativo, rock eletrônico, country e folk. Possui em sua instrumentação, baixo elétrico, bateria eletrônica, pad, loops, acordeom e violão. Segundo Leo, a canção tem "bastante [referência de] soul, bem dançante." A canção aborda em sua letra um romance onde os protagonistas seguem caminhos distintos, mas acabam sempre se encontrando, o que é explicitado em seu refrão: "Me jogo no mundo, sem rumo, perdido/Pensando em você/Peito acelerado, um louco, apressado/Querendo te ver/Me jogo no mundo confuso, sozinho, tentando entender/Os nossos caminhos diferentes, me levam a você." A versão ao vivo da canção foi gravada e incluída no quinto álbum ao vivo da dupla, Irmãos (2015).

## Videoclipe
Gravado em Uberlândia e produzido pela Imaginare Filmes, o clipe da canção teve roteiro e direção de Renato Cabra, sendo lançado no dia 05 de janeiro de 2015. Os atores Beatriz Loesh e Caio Alves interpretam o casal principal da história. Marilia Neves do site iG elogiou a fotografia do videoclipe, considerando-a "belíssima".